# Styphelieae
Styphelieae, tribus  vrjesovki, dio potporodice Epacridoideae. Opisan je 2002. godine. Pripada mu 1 paleo-rod i 19 živih rodova iz Australije, Novog Zelanda, Tasmanije i Nove Gvineje.

## Rodovi
1. Acrothamnus Quinn
2. Acrotriche R.Br.
3. Agiortia Quinn
4. Androstoma Hook.f.
5. Brachyloma Sond.
6. Conostephium Benth.
7. Cyathodes Labill.
8. Cyathopsis Brongn. & Gris
9. Decatoca F.Muell.
10. Leptecophylla C.M.Weiller
11. Leucopogon R.Br.
12. Lissanthe R.Br.
13. Melichrus R.Br.
14. Monotoca R.Br.
15. Montitega C.M.Weiller
16. Pentachondra R.Br.
17. Planocarpa C.M.Weiller
18. Styphelia Sm.
19. Trochocarpa R.Br.